# ها قد أتى الجميع (كتاب)
ها قد أتى الجميع : قوة التنظيم دون منظمات (بالإنجليزية: Here Comes Everybody: The Power of Organizing Without Organizations)‏ كتاب ألف كلي شيريكي صدر عام 2008 ويناقش تأثير الإنترنت على حركيات الجماعات الحديثة والتنظيم، ويطرح الكاتب مثال ويكيبيديا وموقع ماي سبيس في تحليلاته ، وبحسب قول المؤلف فإن الكتاب يدرس قضية ما الذي يصنعه الناس لو قدمت لهم أدوات ليعلموا بها معاً دون الحاجة إلى البٌنى التقليدية للمنظمات.

## انظر ايضاً
- فضول المعرفة (كتاب)